# Rosane Gofman
Rosane Gofman, all'anagrafe Rosane Gass Gofman (Rio de Janeiro, 18 ottobre 1957), è un'attrice e produttrice cinematografica brasiliana.

## Biografia
Iniziò la sua carriera artistica nel 1975 quando prese parte nel Teatro Tablado, dove recitò in diverse opere teatrali. In seguito debuttò nel teatro professionale. Poi partecipò al gruppo teatrale Pessoal do despertar, dove conobbe Maria Padilha, Miguel Falabella, Zezé Polessa e Daniel Dantas, gruppo molto stimato in quegli anni.
Nel 1980, Rosane diede lezioni di recitazione nello stesso periodo in cui diventò attrice. È proprietaria della Scuola delle Arti dello Spettacolo Rosane Gofman, ed è anche stata coordinatrice del corso di formazione per attori presso la Universidade Estácio de Sá di Rio de Janeiro. Qui insegnò ad alcuni allievi che, successivamente, ebbero particolare successo in Brasile, come Cláudia Rodrigues e Dado Dolabella.
Nella commedia Parabéns à Você, nel 1981, dove impersonò la madre del cantante Cazuza, la sua interpretazione le è valsa il premio Mambembe come miglior attrice.
In televisione debuttò nel 1983 nella telenovela Vite rubate di Gilberto Braga. Da quel momento, Rosane realizzò diverse telenovele della TV Globo. Nel 1984 guadagnò successo nella telenovela Corpo a Corpo vestendo i panni della misteriosa Jalusa, mentre nel 1986, in Anos Dourados, recitò il ruolo di Lenita. Successivamente, dopo aver preso parte nelle telenovele O Outro e Senza scrupoli, acquistò popolarità interpretando Cinira in Tieta.
Dopo alcuni anni di pausa, ritornò nel 1992 in Pedra sobre Pedra di Aguinaldo Silva. Partecipò inoltre negli anni '90 in molte produzioni di TV Globo, come Fera Ferida (1993), História de Amor (1995), Vira Lata (1996) e Por Amor (1997), tutte telenovele. Nel 1998 recitò in Brida, di Rede Manchete, l'unica sua telenovela non legata a TV Globo.
Ritornò in TV Globo nel 2001 recitando in Un Anjo Caiu do Céu, mentre due anni dopo in Chocolate com Pimenta, lavorando a fianco di Elizabeth Savalla. Nello stesso anno recitò in O Beijo do Vampiro, mentre nel 2004 in Começar de Novo. Nel 2007 prese parte al cast di Sete Pecados, e nel 2009 in Caminhos das Índias.
Nel 2010 recitò in Escrito nas Estrelas, di Elizabeth Jhin e nel 2012 in Amor Eterno Amor. Dopo quattro anni, sostituì l'attrice Neusa Maria Faro in Êta Mundo Bom!, dopo che questa si era ammalata. Nel 2018 fu nel cast di Orgulho e Paixão, scritta da Marcos Bernstein. L'anno successivo si presentò nuovamente in TV Globo, in A Dona do Pedaço.
Per quanto riguarda i film, nel 1998 partecipò nel cast di Fica Comigo, nel 2005 interpretò Aurora in Mais uma Vez Amor ed infine nel 2021 in Confessioni di una ragazza invisibile.
È anche regista teatrale, avendo diretto diverse opere teatrali.

## Vita privata
Cominciò la facoltà universitaria di logopedia, ma la abbandonò per dedicarsi alla vita artistica.
È sposata ed ha tre figli: Yuri, Kauê e Daniel. Sua sorella è l'attrice Betty Gofman.

## Filmografia

### Cinema
- Fica Comigo, regia di Tizuka Yamasaki (1998)
- Mais uma Vez Amor, regia di Rosane Svartman (2005)
- TPM: Tarados pela Mídia, regia di Beto Carminatti (2013)
- Confessioni di una ragazza invisibile (Confissões de uma Garota Excluída), regia di Bruno Garotti (2021)

### Televisione
- Vite rubate (Louco Amor) - telenovela (1983)
- Corpo a Corpo - telenovela (1984-1985)
- Anos Dourados - miniserie TV (1986)
- O Outro - telenovela (1987)
- Senza scrupoli (Vale Tudo) - telenovela (1988-1989)
- Tieta - telenovela (1989-1990)
- Escolinha do Professor Raimundo - programma TV (1992)
- Pedra sobre Pedra - telenovela (1992)
- Fera Ferida - telenovela (1993-1994)
- História de Amor - telenovela (1995-1996)
- Vira Lata - telenovela (1996)
- Por Amor - telenovela (1997-1998)
- Brida - telenovela (1998)
- Você Decide - programma TV (1999)
- O Belo e as Feras - programma TV (1999)
- Terra nostra - telenovela (1999-2000)
- Um Anjo Caiu do Céu - telenovela (2001)
- O Beijo do Vampiro - telenovela (2002-2003)
- Coração de Estudiante - telenovela (2002)
- Chocolante com pimenta - telenovela (2003-2004)
- Começar de Novo - telenovela (2004-2005)
- Alma Gêmea - telenovela (2005-2006)
- Sete Pecados - telenovela (2007-2008)
- Casos e Casos - serie TV (2008)
- Caminhos das Índias - telenovela (2009)
- Escrito nas Estrelas - telenovela (2010)
- Amor Eterno Amor - telenovela (2012)
- Se Eu Fosse Você - serie TV (2013-2015)
- Êta Mundo Bom! - telenovela (2016)
- Orgulho e Paixão - telenovela (2018)
- Tô de Graça - serie TV (2018)
- A Dona do Pedaço - telenovela (2019)

## Teatro
- 1979 - Risveglio di primavera, di Frank Wedekind, regia di Paulo Reis
- 1980 - Delito Carnal, di Eid Ribeiro, regia di Paulo Reis
- 1981 - Parabéns à Você, regia di Ariel Coelho
- 2000 - Somos irmãs, di Cininha de Paula e Ney Matogrosso, regia di Sandra Louzada
- 2007 - Êxtase, di Walcyr Carrasco, regia di Michel Bercovitch
- 2008 - Toc Toc, di Laurent Baffie, regia di Alexandre Reinecke
- 2008 - Amor Perfeito, di Denise Crispun, regia di Beto Brown

## Premi
- 1981 - Troféu Mambembe - miglior attrice per Parabéns à Você